# Бофалора сопра Тичино
Бофало̀ра сопра Тичѝно (на италиански: Boffalora sopra Ticino, на западноломбардски: Bufalòra, Буфалора) е малко градче и община в Северна Италия, провинция Милано, регион Ломбардия. Разположено е на 142 m надморска височина. Населението на общината е 4109 души (към 2012 г.).